# Tarako
Tarako (鱈子) er saltet rogn, normalt fra sej, der indgår i det japanske køkken. Navnet er dog lidt misvisende, idet tara (鱈) faktisk betyder torsk på japansk.
Tarako kan serveres, som den er (normalt til morgenmad), som fyld i onigiri og som pastasovs (normalt med nori). I Kyushu serveres tarako normalt med røde chilistykker.
Tarako var traditionelt farvet lyserødt, men bekymringer over det sikre ved madfarvning har sat en stopper for den praksis.